# Alexandre Karpinski
Pour les articles homonymes, voir Karpinski.
Alexandre Petrovitch Karpinski (en russe : Александр Петрович Карпинский), né le 26 décembre 1846 (7 janvier 1847 dans le calendrier grégorien) et mort le 15 juillet 1936, est un géologue et minéralogiste russe.

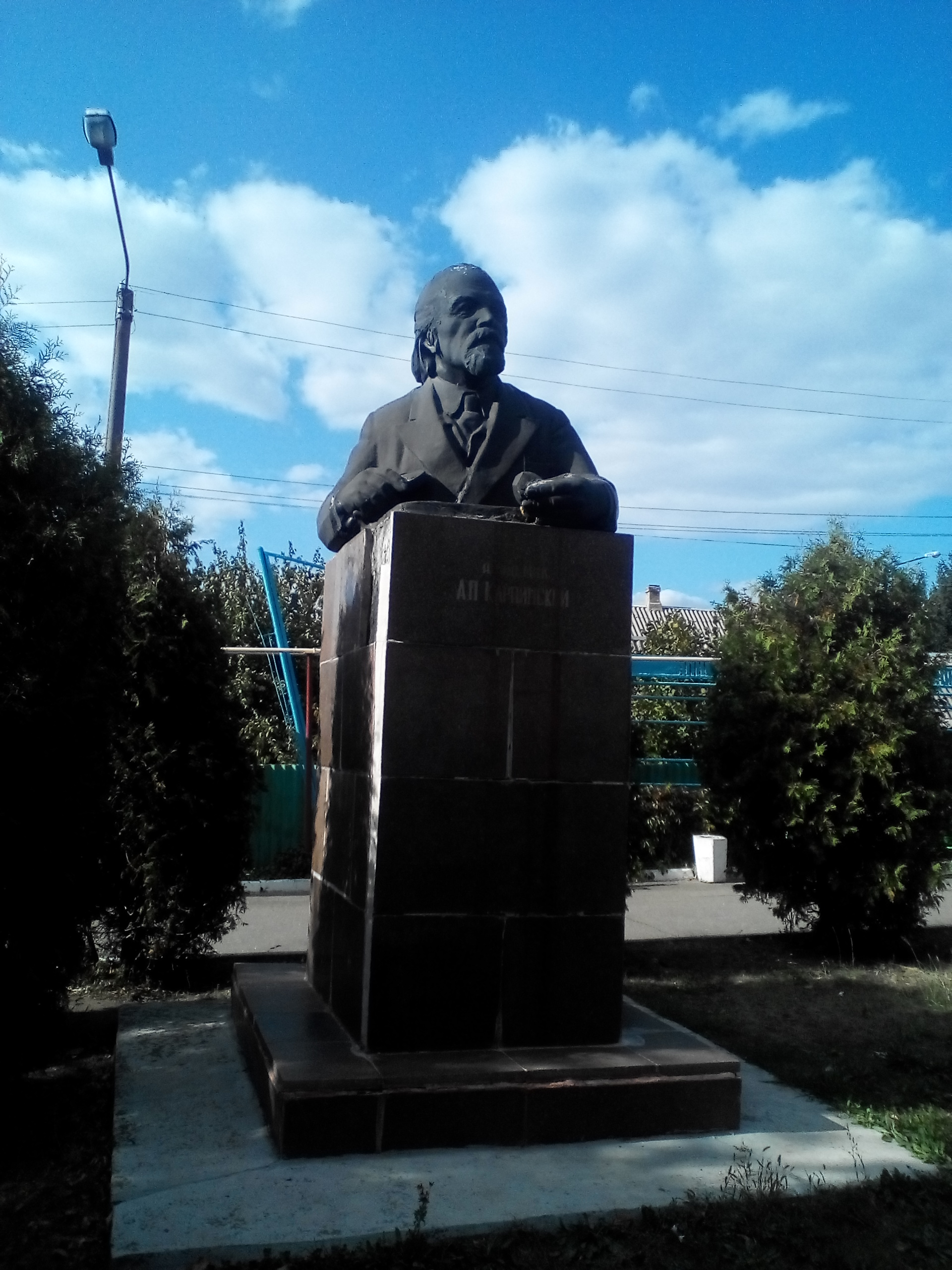
Buste du géologue à Soledar.

Il étudie et enseigne à l’École des mines de Saint-Pétersbourg de 1869 à 1885. Il a travaillé à la mise en valeur de la mine de sel de Soledar. De 1916 à sa mort il est président de L'académie des sciences de Russie. Il effectue ses principales recherches dans les montagnes de l'Oural et complète la première carte géologique de la Russie européenne. Durant la révolution russe, il réussit à préserver de nombreux équipements scientifiques et enregistrements. 
La Société géologique de Londres lui décerne la médaille Wollaston en 1916. Le minéral karpinskite est nommé en sa mémoire ainsi qu'un cratère sur la Lune.